# Polnische Marine

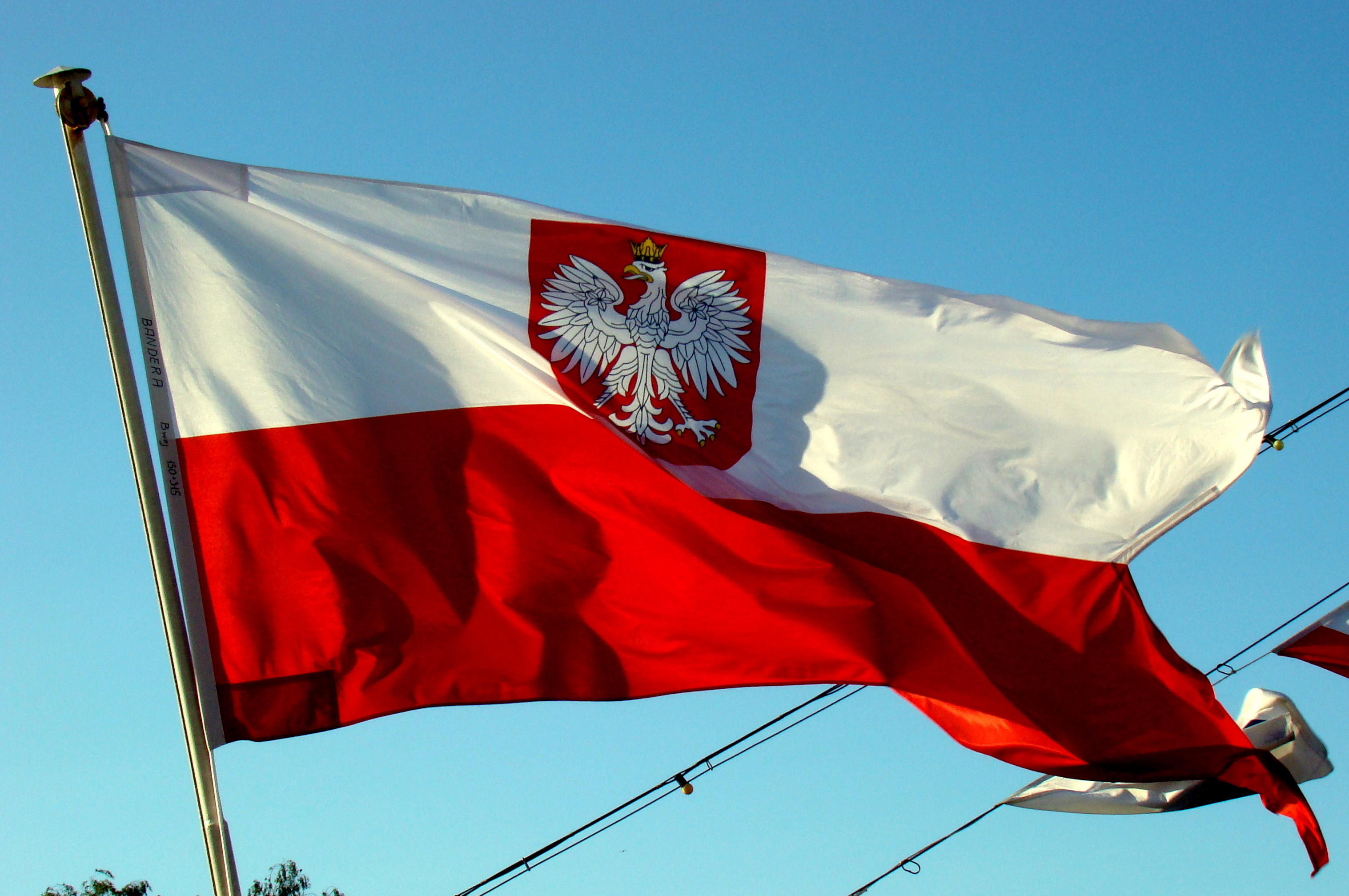
Militärflagge zur See der Polnischen Marine

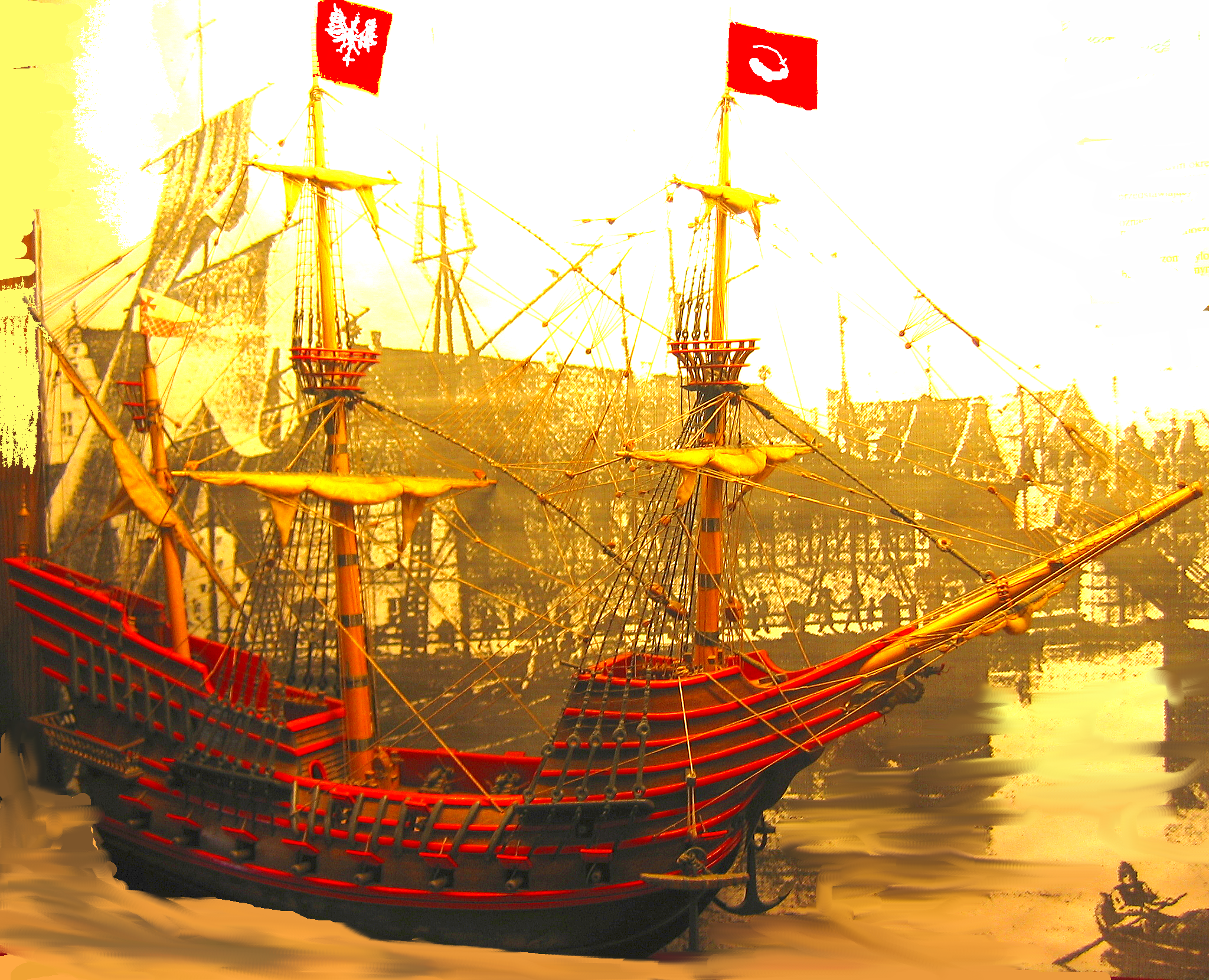
Galeone Smok, das erste polnische Kriegsschiff, erbaut 1572

Die Kriegsmarine der Republik Polen (poln.: Marynarka Wojenna Rzeczypospolitej Polskiej) ist die Seestreitmacht der Republik Polen. Sie sind eine Teilstreitkraft der Polnischen Streitkräfte (Siły Zbrojne Rzeczypospolitej Polskiej). Historisch spielte die Polnische Kriegsmarine besonders im Zweiten Weltkrieg eine wichtige Rolle bei der Rückschlagung des deutschen Angriffskrieges u. a. mit Seekämpfen im Atlantik, dem Mittelmeer und vor der Normandie.

## Geschichte

### Anfänge
Schon im Mittelalter gab es einige Flussschiffe, die den Handel beschützen sollten. Auf das offene Meer wurde diese Flotte erst im 15. Jahrhundert ausgedehnt, als einige polnische Freibeuter 1463 die Flotte des Deutschen Ordens besiegten. Ab 1601 wurde eine geregelte Flotte aufgebaut, die 1627 einen Teil der schwedischen Flotte bei Kloster Oliva besiegte. Die Polnischen Teilungen beendeten die Existenz einer eigenständigen polnischen Marine.
Das Herzogtum Kurland, das Teil des polnischen Königreiches war, besaß eine eigene Marine, mit der es sogar Kolonien am Fluss Gambia (James Island) und in Amerika (siehe Kurländische Kolonialgeschichte) aufbauen konnte.

### Marine des unabhängigen Polen
Die moderne Marine des unabhängigen Polens wurde nach dem Ersten Weltkrieg gegründet. Ihr Umfang war aber wegen finanzieller Einschränkungen, unter anderem wegen der Weltwirtschaftskrise, nie besonders groß. Sie bestand 1939 aus fünf U-Booten, vier Zerstörern und einigen kleineren Fahrzeugen. Von 1925 bis zum faktischen Ende der Existenz der Marine durch die Niederlage gegen Deutschland und die Sowjetunion im Herbst 1939 war Józef Unrug (Joseph Freiherr von Unruh) Chef der polnischen Marine. Die polnische Marine konnte sich bei Beginn des Zweiten Weltkriegs teilweise in Sicherheit bringen; diese Schiffe bildeten dann den Kern der Kriegsmarine der polnischen Exilregierung und schlossen sich den Alliierten an.

### Rolle im Zweiten Weltkrieg
Kurz vor dem Ausbruch des Krieges waren drei polnische Zerstörer, Błyskawica, Burza und Grom (während der vom Befehlshaber der polnischen Marine, Józef Unrug, befohlenen Operation Peking) nach Großbritannien ausgelaufen. Später schlossen sich ihnen die U-Boote Orzeł („Adler“) und Wilk („Wolf“) an, die der deutschen Kriegsmarine entkommen waren. Józef Unrug kam wie die übrigen polnischen kapitulierenden Streitkräfte in deutsche Kriegsgefangenschaft.
Seit 1940 wurde die neue polnische Marine weiter ausgebaut. Zu diesem Zweck wurden Schiffe von der Royal Navy gepachtet. 1945 bestand sie aus 4000 Matrosen auf 15 Schiffen (ein Leichter Kreuzer, sechs Zerstörer, drei U-Boote und fünf Schnellboote) mit insgesamt über 18.000 Tons. Im Laufe des Krieges setzte die polnische Marine 27 Schiffe (zwei Kreuzer, neun Zerstörer, fünf U-Boote und elf Schnellboote) ein.
Polnische Schiffe haben an der Seite der britischen und später auch der amerikanischen Marine an zahlreichen Operationen teilgenommen: Im Mai 1940 in der Region Narvik im Rahmen des Unternehmens Weserübung und beim Abtransport der britischen Einheiten aus Dünkirchen (Operation Dynamo); 1941 bei der „Jagd auf das deutsche Schlachtschiff Bismarck“ (Unternehmen Rheinübung); vor allem aber bei der Schlacht um den Atlantik, die von 1940 bis 1944 andauerte, beim Geleitschutz von Konvois nach Murmansk und Malta; 1944 bei der Landung in der Normandie. Insgesamt wirkten sie mit bei 665 Gefechten zum Schutz von 787 Konvois, versenkten zwölf feindliche Kriegsschiffe (darunter fünf U-Boote) und 41 weitere Schiffe, beschädigten 24 Kriegsschiffe (darunter acht U-Boote). Darüber hinaus unterstützten 36 polnische Handelsschiffe, die bei Kriegsausbruch 1939 auf hoher See unterwegs waren und zusammen über rund 117.000 BRT verfügten, die Alliierten bei Transporten über die Weltmeere.

### Warschauer Pakt

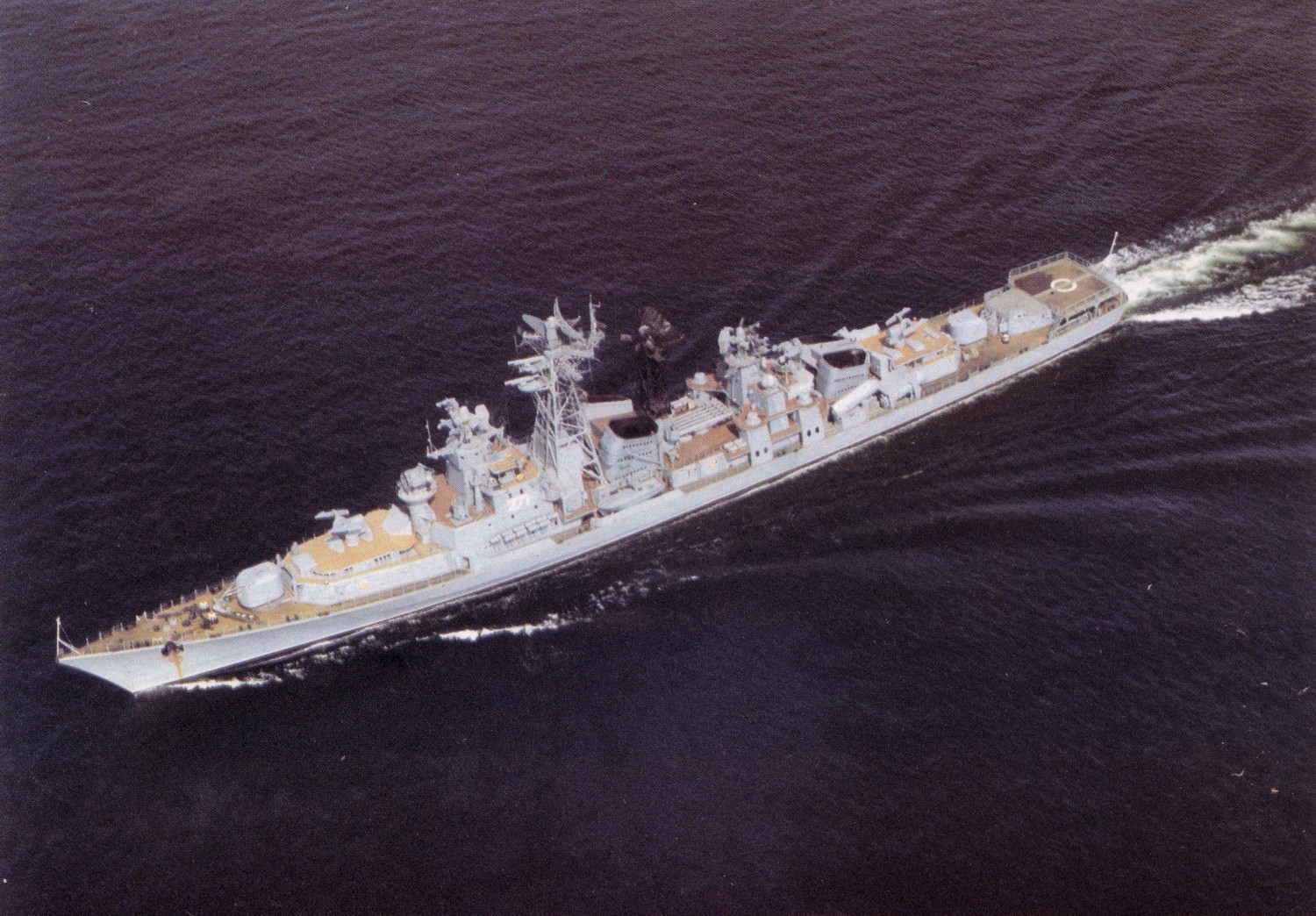
Zerstörer Warszawa II

Nach dem Krieg kehrten die verbliebenen Schiffe nach Polen zurück, wo sie dann als Teil der Marine der Volksrepublik Polen die Ostsee für die Warschauer Vertragsorganisation absicherten. Für den Kriegsfall mit der NATO war vorgesehen, dass die polnischen Streitkräfte dänische Inseln wie Bornholm besetzen sollten, was zur Folge hatte, dass die polnische Marine eine beachtliche Anzahl von Landungsbooten besaß.
1989 verfügte die Marine über vier U-Boote, einen Zerstörer der Kaschin-Mod-Klasse (Warszawa), eine Fregatte, vier Korvetten, zwölf Lenkwaffenboote, 62 Patrouillenboote (teilweise auch unter Führung der Küstenwache), 23 Landungsschiffe der Polnocny-Klasse, 19 Landungsfahrzeuge, 24 Minenabwehrschiffe und 21 Hilfsschiffe.

### NATO
Seit dem Beitritt Polens zur NATO 1999 nahm die polnische Marine an mehreren NATO-Operationen teil, wie der Operation Active Endeavour, dem Zweiten und Dritten Golfkrieg. Die polnische Marine hatte ursprünglich sieben Korvetten der Klasse MEKO A-100 bestellt, die auf der Marinewerft in Gdynia gebaut werden sollen. Aufgrund der Wirtschaftskrise, die den Rüstungsetat schmälerte, musste das Beschaffungsvorhaben im Jahre 2012 auf zwei Korvetten zusammengestrichen werden. Der Stapellauf des ersten Schiffes, der Ślązak („Schlesier“), erfolgte 2015.

## Organisation
Die höchste Militärbehörde der polnischen Streitkräfte ist der Generalstab der Polnischen Armee (Sztab Generalny Wojska Polskiego (SG WP)) in Warschau. Dem Generalstab unterstehen zwei eigenständige Kommandos. Das Allgemeine Kommando der Polnischen Streitkräfte (Dowództwo Generalne Rodzajów Sił Zbrojnych (DG RSZ)) ist mit der Bereitschaft der Kräfte beauftragt. Das Inspektorat des Heeres untersteht dieser Behörde. Das Einsatzführungskommando der Polnischen Streitkräfte (Dowództwo Operacyjne Rodzajów Sił Zbrojnych (DO RSZ)) ist für die Militäroperationen zuständig, diesem untersteht das Zentrum für Landoperationen.
Ministerium der Nationalen Verteidigung (Ministerstwa Obrony Narodowej (MON)) (Warschau)
- Generalstab der Polnischen Armee (Sztab Generalny Wojska Polskiego (SG WP)) (Warschau)
  - Allgemeines Kommando der Polnischen Streitkräfte (Dowództwo Generalne Rodzajów Sił Zbrojnych (DG RSZ))[3]
    - Inspektorat der Marine (Inspektorat Marynarki Wojennej)

  - Einsatzführungskommando der Polnischen Streitkräfte (Dowództwo Operacyjne Rodzajów Sił Zbrojnych (DO RSZ))[4]
    - (Centrum Operacji Morskich - Dowództwo Komponentu Morskiego (COM - DKM)) (Gdynia Marinestützpunkt)

Die Verbände der Marine sind dem Allgemeinen Kommando der Polnischen Streitkräfte unterstellt. Nach Bedarf werden Einheiten von denen dem Einsatzführungskommando der Polnischen Streitkräfte unterstellt und in der Marinekomponente für Operationen integriert.
Das Hauptquartier der Marine ist in Gdynia. Der Teilstreitkraft unterstehen zwei Flottillen sowie die Marineflieger-Brigade.

### Einsatzführungskommando
Einsatzführungskommando der Polnischen Streitkräfte (Dowództwo Operacyjne Rodzajów Sił Zbrojnych (DO RSZ))
- Zentrum für Seeoperationen - Kommando der Marinekomponente (Centrum Operacji Morskich - Dowództwo Komponentu Morskiego (COM - DKM)) (Gdynia Marinestützpunkt)
- (einzelne polnische Militärkontingente (Polskie Kontyngenty Wojskowe (PKW)) nach Operationen)

### Allgemeines Kommando
Allgemeines Kommando der Polnischen Streitkräfte (Dowództwo Generalne Rodzajów Sił Zbrojnych (DG RSZ)) (Warschau)
- Inspektorat der Marine (Inspektorat Marynarki Wojennej)
  - 3. Schiffsflottille „Kommodore Bolesław Romanowski“ (3. Flotylla Okrętów im. kmdr Bolesława Romanowskiego) (Gdynia Marinestützpunkt)
    - Unterseeschiffsdivision (Dywizjon Okrętów Podwodnych) (Gdynia Marinestützpunkt)
      - 1 Uboot von Projekt 877E „Kilo“: ORP 291 „Orzeł“
      - 4 ex-norwegische Uboote von der „Kobben“-Klasse: ORP 294 „Sokół“, ORP 295 „Sęp“, ORP 296 „Bielik“, ORP 297 „Kondor“

    - Gdynischer Kampfschiffsdivision (Gdyński Dywizjon Okrętów Bojowych) (Gdynia Marinestützpunkt)
      - 2 ex-US Fregatten von der „Olivier Hazard Perry“-Klasse: ORP 272 „Pułaski“ und ORP 273 „Kościuszko“
      - 3 ex-DDR Korvetten von der „Sassnitz“-Klasse (Projekt 660): ORP 421 „Orkan“, ORP 422 „Piorun“, ORP 423 „Grom“
      - 1 Korvette von der „Kaszub“-Klasse (Projekt 620): ORP 240 „Kaszub“

    - Unterstützungsschiffsdivision (Dywizjon Okrętów Wsparcia) (Gdynia Marinestützpunkt)
      - 2 Rettungsschiffe von Projekt 570 – ORP 281 „Piast“ und ORP 282 „Lech“
      - 2 Rettungsboote von Projekt B823 – ORP R-14 „Zbyszko“ und R-15 Maćko
      - 1 Schulugsschiff von Projekt 888: ORP 251 „Wodnik“
      - Küstenrettungsgruppe (Brzegowa Grupa Ratownicza)

    - Aufklärungsschiffsgruppe (Grupa Okrętów Rozpoznawczych) (Gdynia Marinestützpunkt)
      - 2 Schiffe für radioelektronische Aufklärung von Projekt 863: ORP 262 „Nawigator“ und ORP 263 „Hydrograf“

    - Seelenkflugkörpereinheit „Kommodore Zbigniew Przybyszewski“ (Morska Jednostka Rakietowa im. kmdr Zbigniewa Przybyszewskiego) (Siemirowice)
      - Stabsbatterie, 2 Feuerabteilungen mit norwegischen Naval Strike Missile Seezielflugkörper und 1 Unterstützungsabteilung

    - 9. Flugabwehrabteilung (9. Dywizjon Przeciwlotniczy) (Ustka) - Grom MANPADS Flugabwehrraketen und S-60 Flugabwehrkanonen
    - 43. Marinepionierbataillon (43 Batalion Saperów Marynarki Wojennej) (Rozewie)
    - Militärhafenkommandatur „Brigadegeneral Stanisława Dąbka“ Gdynia (Komenda Portu Wojennego im. gen. bryg. Stanisława Dąbka - Gdynia)
      - Basierungspunkt Hel (Punkt Bazowania Hel)

    - Division Hydrographischer Unterstützung der Marine (Dywizjon Zabezpieczenia Hydrograficznego MW) (Gdynia Marinestützpunkt)
      - 2 Hydrographische Schiffe von Projekt 874: ORP 265 „Heweliusz“ und ORP 266 „Arctowski“
      - 1 Segelschulungsschiff von Projekt B79/II: ORP 253 „Iskra“
      - Hydrographische Bootgruppe (Grupa Kutrów i Motorówek) mit K-4 und K-10; M-38, M-39 und M-40 hydrographische Boote

    - Segelnschulungspunkt der Marine (Ośrodek Szkolenia Żeglarskiego Marynarki Wojennej) (Gdynia Marinestützpunkt)
    - Kontrollen- und Vermessungsplatz der Marine(Poligon Kontrolno-Pomiarowy Marynarki Wojennej) (Gdynia-Oksywie)
    - Marineklub „Riwiera“ (Klub Marynarki Wojennej "Riwiera") (Gdynia Marinestützpunkt)
    - Redaktionsverlag der Marine (Zespół Redakcyjno-Wydawniczy MW) (Gdynia Marinestützpunkt)
    - Museumsschiff „Błyskawica“ (Okręt-Muzeum ORP "Błyskawica")

  - 8. Küstenverteidigungsflottille „Vizeadmiral Kazimierz Porębski“ (8. Flotylla Obrony Wybrzeża im. wiceadm. Kazimierza Porębskiego) (Świnoujście)
    - 2. Transport- und Minenlegerschiffsdivision (2. Dywizjon Okrętów Transportowo-Minowych) (Świnoujście)
      - 5 Panzerlandungs- und Minenlegerschiffe von Projekt 767: ORP 821 „Lublin“, ORP 822 „Gniezno“, ORP 823 „Kraków“, ORP 824 „Poznań“, ORP 825 „Toruń“
      - 1 Minenabwehrführungsschiff von Projekt 130-Z: ORP 511 „Kontradmirał Xawery Czernicki“
      - 3 Landungsboote von Projekt 716

    - 12. Wolinische Minenräumbootdivision (12. Woliński Dywizjon Trałowców) (Świnoujście)
      - 12 Minenräumboote von Projekt 207P (Gardno): ORP 631 „Gardno“, ORP 632 „Bukowo“, ORP 633 „Dąbie“, ORP 634 „Jamno“, ORP 635 „Mielno“, ORP 636 „Wicko“, ORP 637 „Resko“, ORP 638 „Sarbsko“, ORP 639 „Necko“, ORP 640 „Nakło“, ORP 641 „Drużno“, ORP 642 „Hańcza“
      - 2 Kleinminenräumboote von Projekt B410-IVS: ORP 625 „TR-25“ und ORP 626 „TR-26“
      - Minenräumtauchergruppe (Grupa Płetwonurków-Minerów)

    - 13. Minenräumbootdivision „Flottenadmiral Andrzej Karwety“ (13. Dywizjon Trałowców im.adm floty Andrzeja Karwety) (Gdynia Marinestützpunkt)
      - 1 Minensuchboot von Projekt 258 (Kormoran II): ORP 601 „Kormoran“
      - 3 Minensuchboote von Projekt 206FM (Mewa): ORP 621 „Flaming“, ORP 623 „Mewa“, ORP 624 „Czajka“
      - 4 Minenräumboote von Projekt 207M (Mamry): ORP 643 „Mamry“, ORP 644 „Wigry“, ORP 645 „Śniardwy“, ORP 646 „Wdzydze“
      - Minenräumtauchergruppe (Grupa Płetwonurków-Minerów)

    - 8. Flugabwehrabteilung (8. Dywizjon Przeciwlotniczy) (Dziwnów) - Grom MANPADS Flugabwehrraketen und S-60 Flugabwehrkanonen
    - 8. Kołobrzegisches Marinepionierbataillon (8. Kołobrzeski Batalion Saperów Marynarki Wojennej) (Dziwnów)
    - Militärhafenkommandatur Świnoujście (Komenda Portu Wojennego Świnoujście)
      - Basierungspunkt Kołobrzeg (Punkt Bazowania Kołobrzeg)

  - Gdynische Marinefliegerbrigade „Kommodore Pilot Karol Trzask-Durski“ (Gdyńska Brygada Lotnictwa Marynarki Wojennej im. kmdr por. pil. Karola Trzaska-Durskiego (GBLM)) (Gdynia-Babie Doły Marineluftstützpunkt)

- -     - 43. Oksywischer Marineluftstützpunkt (43. Oksywska Baza Lotnictwa Morskiego im. kmdr por. Edwarda Stanisława Szystowiskiego) (Gdynia-Babie Doły Marineluftstützpunkt)
      - Fliegergruppe (Grupa Lotnicza)
        - 4 Transportflugzeuge M-28TD Bryza, 2 Saab 340-Frühwarnflugzeuge, 4 Ubootabwehrhubschrauber Kaman SH-2G Super Seasprite, 6 Seerettungshubschrauber W-3WA/RM Anakonda, 2 Trainingshubschrauber Mi-2

      - Fliegertechnische Gruppe (Grupa Techniczna)
      - Unterstützungsgruppe (Grupa Wsparcia)
      - (Wojskowy Port Lotniczy Gdynia Babie Doły)

    - 44. Kaszub-Darłowischer Marineluftstützpunkt (44. Kaszubsko-Darłowska Baza Lotnictwa Morskiego) - Siemirowice und Darłowo
      - („Kaszubska“ Grupa Lotnicza - Siemirowice)
        - 7 Seepatrouillen- und Aufklärungsflugzeuge M-28B Bryza-1R, 1 Seepatrouillen-, Aufklärungs- und Ubootabwehrflugzeug M-28B Bryza-1RM bis, 2 Umweltschutzüberwachungsflugzeuge M-28B Bryza-1E

      - („Darłowska“ Grupa Lotnicza - Darłowo)
        - 8 Ubootabwehrhubschrauber Mi-14PŁ (Ersatz durch zunächst 4 AW101 Series 614 ab 2023), 2 Seerettungshubschrauber Mi-14PŁ/R, 2 Seerettungshubschrauber W-3RM Anakonda, 2 Trainingshubschrauber Mi-2

      - Fliegertechnische Gruppe (Grupa Techniczna)
      - Unterstützungsgruppe (Grupa Wsparcia)
      - Militärflugplatz Siemirowice (Wojskowy Port Lotniczy Siemirowice)
      - Militärflughafen Darłowo (Wojskowy Port Lotniczy Darłowo)

  - 6. Oliwischer Radioelektronischer Punkt „Admiral Arendt Dickman“ (6. Oliwski Ośrodek Radioelektroniczny im. adm. Arendta Dickmana) (Gdynia Marinestützpunkt)
- Hydrographisches Dienst unter dem Verteidigungsministerium:
  - Hydrographisches Büro der Marine (Biuro Hydrograficzne MW) (Gdynia Marinestützpunkt)
- Ausbildungseinrichtungen unter dem Verteidigungsministerium:
  - Marineakademie der Helden der Westerplatte (Akademia Marynarki Wojennej im. Bohaterów Westerplatte) (Gdynia Marinestützpunkt)
  - Ausbildungszentrum der Marine „Vizeadmiral Józef Unrug“ (Centrum Szkolenia Marynarki Wojennej im. wiceadm. Józefa Unruga) (Ustka)
    - Unteroffiziersschule der Marine (Szkoła Podoficerska Marynarki Wojennej) (Ustka)
    - Taucher- und Tieftaucherausbildungspunkt „Kommodore Stanisław Mielczark“ (Ośrodek Szkolenia Nurków i Płetwonurków Wojska Polskiego im. kmdr Stanisława Mielczarka) (Gdynia Marinestützpunkt)

## Ausrüstung

### Flotte
| Schiffsklasse                   | Herkunft           | Foto           | Schiffe | Anmerkungen                                                                                      |                |                |
| Kampfeinheiten                  | Kampfeinheiten     | Kampfeinheiten | Kampfeinheiten | Kampfeinheiten                                                                                   | Kampfeinheiten | Kampfeinheiten |
| ------------------------------- | ------------------ | -------------- | --- | ------------------------------------------------------------------------------------------------ | -------------- | -------------- |
| Oliver-Hazard-Perry             | Vereinigte Staaten |                | ORP Gen. K. Pułaski (272) ORP Gen. T. Kościuszko (273) | Fregatte                                                                                         |                |                |
| Projekt 620 (Kaszub-Klasse)     | Polen              |                | ORP Kaszub (240) | Korvette                                                                                         |                |                |
| MEKO A-100 (Gawron-Klasse)      | Deutschland/ Polen |                | ORP Ślązak (241) | Patrouillen Korvette                                                                             |                |                |
| Orkan                           | Deutschland/ Polen |                | ORP Orkan (421) ORP Piorun (422) ORP Grom (423) | Schnellboot                                                                                      |                |                |
| U-Boote                         |                    |                | |                                                                                                  |                |                |
| Projekt 877E (Kilo-Klasse)      | Sowjetunion        |                | ORP Orzeł (291) |                                                                                                  |                |                |
| Minenabwehreinheiten            |                    |                | |                                                                                                  |                |                |
| Projekt 258 (Kormoran-2-Klasse) | Polen              |                | ORP Kormoran (601) ORP Albatros (602) ORP Mewa (603) | Eine weitere Einheit (Jaskółka) in Ausrüstung, weitere zwei Einheiten (Rybitwa u. Czajka) im Bau |                |                |
| Projekt 207DM (Gopło-Klasse)    | Polen              |                | ORP Gopło (630) |                                                                                                  |                |                |
| Projekt 207P (Gardno-Klasse)    | Polen              |                | ORP Gardno (631) ORP Bukowo (632) ORP Dąbie (633) ORP Jamno (634) ORP Mielno (635) ORP Wicko (636) ORP Resko (637) ORP Sarbsko (638) ORP Necko (639) ORP Nakło (640) ORP Drużno (641) ORP Hańcza (642) |                                                                                                  |                |                |
| Projekt 207M (Mamry-Klasse)     | Polen              |                | ORP Mamry (643) ORP Wigry (644) ORP Śniardwy (645) ORP Wdzydze (646) |                                                                                                  |                |                |
| Hilfsschiffe                    |                    |                | |                                                                                                  |                |                |
| Projekt 767 (Lublin-Klasse)     | Polen              |                | ORP Lublin (821) ORP Gniezno (822) ORP Kraków (823) ORP Poznań (824) ORP Toruń (825) | Minenleger und Panzerlandungsschiff                                                              |                |                |
| Projekt 890                     | Polen              |                | ORP Kontradmirał Xawery Czernicki (511) | logistisches Unterstützungsschiff                                                                |                |                |
| Projekt 863 (Nawigator-Klasse)  | Polen              |                | ORP Nawigator (262) ORP Hydrograf (263) | Fernmelde- und Elektronisches Aufklärungsschiff                                                  |                |                |
| Projekt 874 (Heweliusz-Klasse)  | Polen              |                | ORP Heweliusz (265) ORP Arctowski (266) | Vermessungsschiff                                                                                |                |                |
| Projekt 870 (Piast-Klasse)      | Polen              |                | ORP Piast (281) ORP Lech (282) | Bergungsschiff                                                                                   |                |                |
| Projekt 5002 (Zbyszko-Klasse)   | Polen              |                | ORP Zbyszko (R-14) ORP Maćko (R-15) | Bergungsschiff                                                                                   |                |                |
| Projekt ZP-1200                 | Polen              |                | ORP Bałtyk (Z-1) | Tanker                                                                                           |                |                |
| Projekt 888 (Wodnik-Klasse)     | Polen              |                | Wodnik (251) | Schulschiff                                                                                      |                |                |
| Projekt B79/II                  | Polen              |                | ORP Iskra (253) | Segelschulschiff                                                                                 |                |                |

### Luftfahrzeuge
Stand 2020
| Luftfahrzeug      | Herkunft           | Bilder    | Verwendung                                    | Version                                                     | Aktiv     | Bestellt  | Anmerkungen                                                           |
| Flugzeuge         | Flugzeuge          | Flugzeuge | Flugzeuge                                     | Flugzeuge                                                   | Flugzeuge | Flugzeuge | Flugzeuge                                                             |
| ----------------- | ------------------ | --------- | --------------------------------------------- | ----------------------------------------------------------- | --------- | --------- | --------------------------------------------------------------------- |
| PZL M-28 Skytruck | Polen              |           | Seeaufklärer Transport                        | M28B 1E M28B 1R M28B 1RM Bryza Bis An-28TD Bryza/M28B Bryza | 2 7 1 4   |           |                                                                       |
| Hubschrauber      |                    |           |                                               |                                                             |           |           |                                                                       |
| Leonardo AW101    | Italien/ Polen     |           | U-Jagd (ASW) Search and Rescue (SAR)          |                                                             | 1         | 3         | Ersetzt die Mil Mi-14, eine Option um vier weitere Maschinen besteht. |
| Mil Mi-2          | Sowjetunion        |           | Mehrzweckhubschrauber                         | D R                                                         | 3 1       |           | [ 17 ]                                                                |
| Mil Mi-14         | Sowjetunion        |           | U-Jagd (ASW) Search and Rescue (SAR)          | PŁ PŁ/R                                                     | 8 2       |           | Wird durch die AW101 ersetzt.                                         |
| Kaman H-2         | Vereinigte Staaten |           | Bordhubschrauber U-Jagd (ASW)                 | SH-2G                                                       | 4         |           | [ 17 ]                                                                |
| PZL W-3 Sokół     | Polen              |           | Mehrzweckhubschrauber Search and Rescue (SAR) | W-3WARM Anakonda                                            | 8         |           |                                                                       |

## Dienstgrade und Dienstgradabzeichen

### Offiziere
| Dienstgradgruppe        | Marschall          | Flaggoffiziere | Flaggoffiziere | Flaggoffiziere | Flaggoffiziere    | Stabsoffiziere  | Stabsoffiziere     | Stabsoffiziere        | Subalternoffiziere | Subalternoffiziere   | Subalternoffiziere     |
| ----------------------- | ------------------ | -------------- | -------------- | -------------- | ----------------- | --------------- | ------------------ | --------------------- | ------------------ | -------------------- | ---------------------- |
| Schulterstücke          |                    |                |                |                |                   |                 |                    |                       |                    |                      |                        |
| Dienstgrad              | Marszałek Polski   | Admirał        | Admirał floty  | Wiceadmirał    | Kontradmirał      | Komandor        | Komandor porucznik | Komandor podporucznik | Kapitan marynarki  | Porucznik marynarki  | Podporucznik marynarki |
| Dienstgrad (Bundeswehr) | keine Entsprechung | Admiral        | Vizeadmiral    | Konteradmiral  | Flottillenadmiral | Kapitän zur See | Fregattenkapitän   | Korvettenkapitän      | Kapitänleutnant    | Oberleutnant zur See | Leutnant zur See       |
| NATO-Rangcode           | OF-10              | OF-9           | OF-8           | OF-7           | OF-6              | OF-5            | OF-4               | OF-3                  | OF-2               | OF-1                 | OF-1                   |

### Fähnriche, Unteroffiziere und Mannschaften
| Dienstgradgruppe        | Fähnriche (Chorąży)                                            | Fähnriche (Chorąży)                              | Fähnriche (Chorąży)                  | Fähnriche (Chorąży)                               | Unteroffiziere                 | Unteroffiziere           | Unteroffiziere             | Unteroffiziere                     | Unteroffiziere                | Mannschaften                   | Mannschaften       |
| ----------------------- | -------------------------------------------------------------- | ------------------------------------------------ | ------------------------------------ | ------------------------------------------------- | ------------------------------ | ------------------------ | -------------------------- | ---------------------------------- | ----------------------------- | ------------------------------ | ------------------ |
| Schulterstücke          |                                                                |                                                  |                                      |                                                   |                                |                          |                            |                                    |                               |                                |                    |
| Dienstgrad              | Starszy chorąży sztabowy marynarki (Stabsoberfähnrich zur See) | Starszy chorąży marynarki (Oberfähnrich zur See) | Chorąży marynarki (Fähnrich zur See) | Młodszy chorąży marynarki (Unterfähnrich zur See) | Starszy bosman (Oberbootsmann) | Bosman (Bootsmann)       | Bosmanmat (Bootsmannsmaat) | Starszy mat (Obermaat)             | Mat (Maat)                    | Starszy marynarz (Obermatrose) | Marynarz (Matrose) |
| Dienstgrad (Bundeswehr) | Oberstabsbootsmann                                             | Oberstabsbootsmann                               | Stabsbootsmann                       | Hauptbootsmann                                    | Hauptbootsmann                 | Oberbootsmann/ Bootsmann | Obermaat/ Maat             | Oberstabsgefreiter/ Stabsgefreiter | Hauptgefreiter/ Obergefreiter | Gefreiter                      | Matrose            |
| NATO-Rangcode           | OR-9                                                           | OR-9                                             | OR-8                                 | OR-7                                              | OR-7                           | OR-6                     | OR-5                       | OR-4                               | OR-3                          | OR-2                           | OR-1               |